# 신의주특별행정구

신의주특별행정구의 기

신의주특별행정구의 문장

신의주특별행정구의 지도

신의주특별행정구(新義州特別行政區, 영어: Sinuiju Special Administrative Region, SSAR)는 2002년부터 2013년까지 존재한 조선민주주의인민공화국의 특별행정구이다.

## 역사
김정일이 중국 상하이를 방문하여 장쩌민 주석과 회담을 나눈 뒤, 북한 내 시장경제를 시범적으로 도입하기 위해서 설치된 지역이다. 이곳과 라진선봉 경제특구가 북한이 사회주의 내 자본주의를 적용하려고 한 몇 안되는 경제특구와 같은 지역이다.
처음에는 신의주시 일부만 경제특구로 지정하려고 했으나, 사회주의 내 자본주의 설치 효과를 극대화하기 위해서 신의주시 외 다른 지역들도 포함하여 확장시켰다.
신의주특별행정구 내에서 조선민주주의인민공화국 정부의 법률은, 일부 법률을 제외하고 적용 대상에서 제외된다. 이 때문에 신의주특별행정구는 중국의 홍콩, 마카오와 같이 별도의 기본법이 적용된다. 이는 북한과는 별도의 입법부, 행정부, 그리고 사법부를 독자적인 차원에서 설치하려고 한 시도이기도 하다.
행정구역 상 원래는 평안북도에 속해 있었지만 2002년 4월에 신의주시와 그 주변 지역을 별도의 행정 구역으로 독립하여 본격적인 시장 경제를 시험 도입할 수 있도록 독립하였다. 이는 북한 내부에서 최초로 설치된 특별행정구이며, 국경 지대에 설치된 국제 경제지대이다.
신의주특별행정구는 홍콩의 제도와 유사한 점들이 많다. 신의주특별행정구의 초대 장관은 중국계 네덜란드인 사업가인 양빈이다. 그러나 중국 당국의 양빈에 대한 급작스러운 체포는 신의주특별행정구 계획을 더디게 만들었다. 더 나아가 중국의 미적지근한 협력 태도로 인해서 별다른 진척을 보이지 못하고 2013년에 폐지되었다.
신의주특별행정구 폐지와는 별개로, 북한은 독자적으로 신의주 일대를 개발하고 있다.

## 특별행정구 장관
신의주 특별행정구의 대표는 장관이다. 초대 행정장관은 양빈이다.

## 행정 구역
- 신의주시: 관문동, 본부동, 신원동, 역전동, 청송동, 근화동, 백사동, 백운동, 채하동, 5·1동, 압강동, 남상동, 남서동, 남중동, 남하동, 개혁동, 해방동, 평화동, 민포동, 남송동, 신남동, 신포동, 수문동, 남민동, 동하동, 동중동, 동상동, 친선 1동, 친선 2동, 방직동, 마전동, 하단리, 상단리, 다지리, 백석리, 성서리, 선산동의 일부, 연하동의 일부, 송한동의 일부, 유상 1동의 일부, 련상 1동의 일부, 백토동의 일부, 토성리의 일부, 유초리의 일부
- 의주군: 서호리, 홍남리의 일부, 대산리의 일부
- 염주군: 다사노동자구의 일부, 석암리의 일부
- 철산군: 이화리의 일부, 금산리의 일부

## 같이 보기
- 경제특구
- 라진선봉 경제특구
- 사회주의 국가의 경제 개혁 과정